# نهر أباد
نهر أباد (بالفارسية: نهرآباد) هي قرية تقع في قسم تشناران الريفي (مقاطعة تشناران) في إيران. يقدر عدد سكانها بـ 157 نسمة بحسب إحصاء 2016.